# Bullismo omofobico

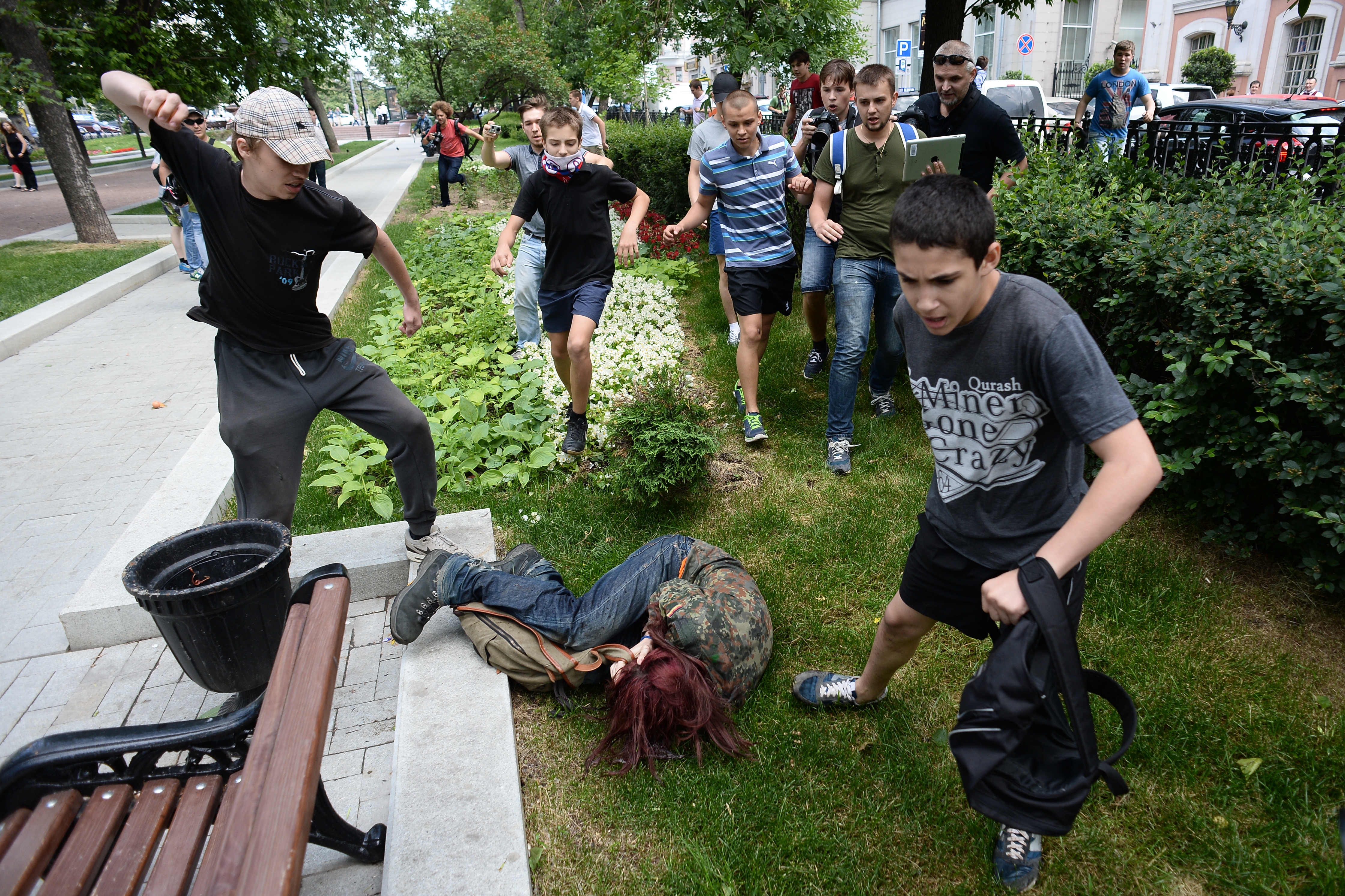
Aggressione fisica commessa su una ragazza omosessuale (2013)

Il bullismo omofobico consiste in abusi verbali (insulto) e fisici contro una persona in quanto percepita dall'aggressore come lesbica, gay, bisessuale, transgender o transessuale; comprende quindi anche le aggressioni rivolte a persone che non sono omosessuali, ma per il solo fatto di essere ragazzi effeminati o ragazze mascoline.
Il bullismo può esser costituito da un incidente specifico e circostanziato o da atti reiterati e proseguiti nel tempo; l'aggressione a carattere verbale può utilizzare insulti vari a sfondo sessuale, intimidazioni o minacce di violenza fisica vera e propria, potendo includere infine anche uno o più luoghi comuni, stereotipi LGBT, slogan di retorica anti-LGBT.
Il bullismo omofobico comporta azioni intenzionali e non provocate verso la vittima, azioni negative ripetute da parte di una o più persone nei confronti di un'altra ed uno squilibrio di potere fisico o psicologico. In tali occasioni può esser utilizzato anche il termine di "Queer bullismo".

## Contesto
Il bullismo omofobico si è verificato e continua ancor oggi a verificarsi in tutto il mondo. L'omofobia negli Stati Uniti d'America è stata particolarmente virulenta tra la metà degli anni '40 e l'avvio degli anni '50, quando molte persone gay sono state perseguite dal governo tramite le commissioni istituite dai presidenti Harry Truman e Dwight D. Eisenhower. Come spiega lo storico David K. Johnson:
 Johnson conclude asserendo che il senatore Joe McCarthy, noto per i suoi attacchi contro presunti comunisti infiltratisi nel governo, è stato spesso messo sotto pressione dai suoi alleati di partito per denunciare anche espressamente gli omosessuali nel governo, ma che egli ha resistito e non l'ha fatto. L'editorialista Drew Pearson, utilizzando molte voci raccolte nel tempo, ha scritto nel 1952 che sia McCarthy che il suo avvocato capo, Roy Cohn, erano in realtà omosessuali. Il giornalista e direttore esecutivo del Washington Post Benjamin C. Bradlee ha detto che si è trascorso un sacco di tempo indagando su queste accuse, "anche se nessuno è stato mai capace di dimostrarlo." Il biografo ufficiale del senatore McCarthy ha accettato il fatto come probabile.

### Queer bullismo
Uno studio di ricerca svolto su ragazzi tra gli undici e i quattordici anni condotto in dodici scuole di Londra tra il 1998 e il 1999 ha rivelato che gli intervistati hanno frequentemente utilizzato la parola "gay" per etichettare un altro ragazzo in modo dispregiativo intendendo la parola però solo come uno scherzo e non come una dichiarazione di percezione negativa dell'orientamento sessuale altrui.
L'"Egale Canada" (formerly Equality for Gays And Lesbians Everywhere) ha condotto un sondaggio su oltre 3700 studenti delle scuole superiori in Canada tra il dicembre 2007 e il giugno 2009. La relazione finale dell'indagine, intitolata "Every Class in Every School" (Ogni classe in ogni scuola), pubblicata nel 2011, ha rilevato che il 70% di tutti gli studenti hanno partecipato o sentito "insulti anti-gay" a scuola durante le lezioni quotidiane, il 48% degli intervistati ha sentito usare ripetutamente i termini "faggot" (frocio) e "lezbo" (un altro termine omofobico offensivo inglese è "dyke", riconducibile all'italiano "lesbicona"). Il 58%, degli studenti che hanno partecipano al sondaggio ha considerato i commenti omofobici altamente offensivi.
Inoltre, si è rilevato che gli studenti non direttamente interessati da omofobia, bifobia o transfobia erano molto meno consapevoli della gravità della cosa. Questa constatazione si riferisce a ricerche effettuate in materia di "lacune o gap di empatia" per il dolore sociale che suggerisce che coloro che non subiscono direttamente la sofferenza sociale (in questo caso causata dal bullismo) sottovalutano costantemente i suoi effetti e, pertanto, non possono essere sufficiente preparati per rispondere alle esigenze di coloro che ne sono colpiti.
Si sono inoltre trovati gli insegnanti e l'amministrazione scolastica in generale molto spesso complice del bullismo omofobico attraverso il loro silenzio e/o inazione al riguardo.
Graffiti e scritte offensive trovate sui muri di proprietà della scuola, e la sua "relativa permanenza", è un'altra forma di "queer-bullismo".
Alcuni ricercatori suggeriscono di inserire i giovani in discussioni circa la loro sessualità in qualsiasi ricerca sul queer-bullismo perché possono essere così sensibilizzati ai suoi effetti, come lo sono gli studenti omosessuali.
Il sociologo statunitense Michael Kimmel e lo psicologo Gregory Herek scrivono che la mascolinità è una rinuncia al femminile e che nei maschi il senso di affermazione della loro mascolinità si attua denigrando il femminile e, infine, l'omosessuale. Sulla nozione di mascolinità che si definisce per ciò che non è, alcuni ricercatori suggeriscono che in realtà la rinuncia del femminile può essere misoginia. Questi temi si intrecciano tra loro e sono stati esaminate nel 2007, quando la sociologa CJ Pascoe ha descritto quello che lei chiama il " discorso sui froci" in una scuola superiore americana nel suo libro intitolato "Dude, You're a Fag" (Amico, Sei un frocio).
Giovani gay e lesbiche sono più propensi a subire atti di bullismo. In uno studio, i ragazzi che sono stati vittime di insulti anti-gay hanno maggiormente sofferto di bullismo ed hanno avuto effetti e ripercussioni più negativi rispetto ai ragazzi che sono stati vittime di bullismo attraverso altre categorie di scherno.

### Effetti
Nella maggior parte dei ragazzi adolescenti vittime di bullismo omofobico si scatenano reazioni come attacchi di panico, depressione e ansia acuta; si possono verificare addirittura episodi di suicidio quando la vittima non sa come reagire e in chi confidare per risolvere la sua precaria situazione. Spesso i ragazzi e le ragazze presi di mira evitano di denunciare le aggressioni (fisiche o verbali che siano) per paura di non essere creduti, di subire ritorsioni e di essere costretti a rivelare il proprio orientamento sessuale, temendo di ricevere altri insulti e denigrazioni.
Il modo migliore per aiutare le vittime di bullismo omofobico è far sì che gli adulti autorevoli (genitori e insegnanti in primis) e le autorità (la polizia) prendano subito posizione contro queste violenze e facciano in modo che i perpetratori di tali atti vengano puniti con severe sanzioni, in modo da scoraggiare possibili nuove aggressioni.

## Statistiche ed esempi
Gli adolescenti possono dover affrontare varie tipologie di molestie, minacce e violenze. Uno studio del 1998 negli Stati Uniti svolto dal "Mental Health America" ha rivelato che gli studenti sentono mediamente insulti anti-gay, come "homo", "frocio" e "femminuccia" circa 26 volte al giorno in media, o una volta ogni 14 minuti.
Circa due terzi degli studenti gay e lesbiche negli istituti scolastici britannici hanno sofferto di bullismo nel corso del 2007, secondo una ricerca condotta dalla "School Education Unit" per il gruppo LGBTQIA di attività benefica denominato "Stonewall"; quasi tutti quelli che si erano trovati vittima di episodi di bullismo avevano sperimentato innanzi tutto soprattutto attacchi verbali, il 41% era stato fisicamente aggredito e il 17% aveva ricevuto minacce di morte. È inoltre emerso che oltre il 50% degli insegnanti non ha risposto al linguaggio omofobico che avevano esplicitamente ascoltato in aula, e solo il 25% delle scuole avevano detto ai loro studenti che il bullismo omofobico era un comportamento sbagliato e criminoso, mostrando "un quadro sconvolgente della portata del bullismo omofobico intrapreso da ragazzi nei confronti di loro compagni di scuola e, in modo allarmante, anche dal personale della scuola"; con ulteriori studi condotti dalla stessa associazione nel 2012 si è venuti ulteriormente a conoscenza che il 90% degli insegnanti non ha avuto alcuna formazione sulla prevenzione del bullismo omofobico: tuttavia, il nuovo questionario di Ofsted 2012 ha chiesto alle scuole che cosa avrebbero fatto per combattere il problema.
Il tasso di suicidio è più alto tra le persone LGBT. Secondo uno studio del 1979, il 40 per cento degli uomini gay e il 39 per cento delle donne lesbiche negli Stati Uniti avevano tentato o pensato seriamente al suicidio almeno una volta nella vita. Nel 1985 è stato stimato che i suicidi di giovani gay possono comprendere fino al 30 per cento di tutti i suicidi giovanili avvenuti negli Stati Uniti. La Fondazione Americana per la Prevenzione del Suicidio ha rilevato che gay, lesbiche e bisessuali tentano il suicidio durante l'adolescenza e la prima giovinezza a una velocità da tre a sei volte maggiore di quella dei loro coetanei eterosessuali.

### Casi
- Nel 1996 Jamie Nabozny ha vinto una causa di riferimento contro i funzionari del suo ex liceo pubblico di Ashland in Wisconsin sul loro rifiuto di intervenire negli abusi anti-gay verbali e fisici applicati implacabilmente nel corso del tempo dagli altri studenti nei suoi confronti" e che aveva determinato il suo ricovero in ospedale[22].
- Matthew Shepard era uno studente di college ventiduenne presso l'Università del Wyoming che è stato torturato a morte a Laramie nello Wyoming nell'ottobre 1998 a causa del suo orientamento sessuale. La sua morte ha portato infine alla legislazione anti-bullismo con la denominazione di Matthew Shepard Act[23].
- Lo studente Derek Henkle ha dovuto affrontare anche l'inazione da parte dei funzionari della propria scuola quando ripetutamente ha continuato ad essere molestato dai suoi pari a Reno (Nevada). La sua causa federale contro il distretto scolastico e diversi amministratori si è conclusa nel 2002 con la decisione di creare una serie di politiche per proteggere gli studenti gay e lesbiche e risarcendo Henkle con 451000 $[24].
- Damilola Taylor, un bambino di dieci anni di origini nigeriane è stato attaccato da una banda locale di giovani il 27 novembre 2000 a Peckham, a sud di Londra; è morto dissanguato dopo essere stato colpito con una bottiglia rotta nella coscia la quale gli ha reciso l'arteria femorale.
- Nel 2009 Carl Joseph Walker Hoover, un ragazzino undicenne di Springfield (Massachusetts), si è impiccato con un cavo elettrico. La madre ha testimoniato che i suoi compagni di classe della scuola media lo avevano sottoposto a bullismo insultandolo quotidianamente come "gay"[25].
- Tyler Clementi si suicida il 22 settembre 2010 dopo che il suo compagno di stanza presso la Rutgers University aveva segretamente registrato il suo incontro sessuale con un altro uomo e poi inviato agli amici via web[26].
- Il 14 ottobre 2011 l'adolescente canadese Jamie Hubley, figlio del consigliere comunale di Ottawa Allan Hubley, si suicida dopo aver bloggato per un mese circa sul bullismo anti-gay che stava affrontando a scuola[27].
- Phillip Parker, uno studente quattordicenne apertamente gay del Tennessee, è stato trovato morto il 20 gennaio 2012; si era suicidato a causa del bullismo gay[28][29][30].
- Jadin Bell, un quindicenne a La Grande in Oregon, ha tentato il suicidio per impiccamento dopo atti ripetuti e violenti di bullismo anti-gay nella sua scuola superiore. Dopo la rimozione del supporto vitale, in quanto caduto in stato vegetativo senza alcuna possibilità di recupero, Jadin muore all'"Oregon Health & Science University (OHSU)". Suo padre Joe ha iniziato poi un giro a piedi attraverso gli Stati Uniti d'America per far conoscere la realtà del bullismo anti-gay, ma è stato ucciso per la strada a metà del suo cammino travolto da un camion[31][32].
- Kenneth Weishuhn, una matricola di 14 anni del liceo di Paullina in Iowa, si è impiccato nel garage della sua abitazione dopo intense azioni di ripetuto bullismo anti-gay, cyberbullismo e minacce di morte. Il suo suicidio è stato raccontato dai mass media a livello nazionale, sollevando domande su ciò che gli atti di bullismo effettivamente sono capaci di provocare e sulla reale colpevolezza dei bulli e dell'ambiente sociale a cui appartengono[33][34].
- Antonio Intellicato, un uomo di Cerignola si è suicidato il 9 luglio 2015 a causa dell'omofobia, anche familiare. L'uomo era stato anche accoltellato dal fratello nell'estate del 2011[35].
- A Torino il 5 aprile 2007 un sedicenne si è suicidato a causa dell'omofobia dei compagni di classe[36].